# Hymne du drapeau national de la république de Chine

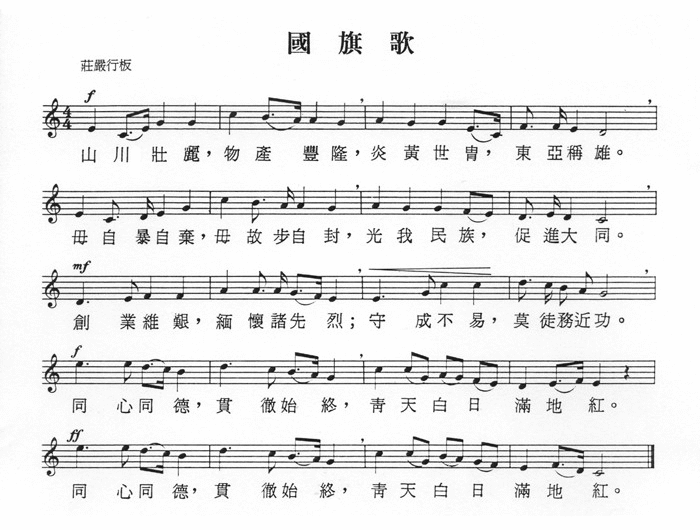
La portée de l'Hymne du drapeau national de la république de Chine.

L'Hymne du drapeau national de la république de Chine (chinois traditionnel : 中華民國國旗歌 ; chinois simplifié : 中华民国国旗歌 ; pinyin : Zhōnghuámínguó guóqí gē) est l'hymne joué pendant la levée du drapeau de la république de Chine.

## Histoire
Dans les années 1930, le gouvernement chinois a désigné San Min Chu-i, l'hymne de la Kuomintang, comme l'hymne national provisoire. En attendant, le gouvernement a aussi exigé de la part du ministère de l'éducation d'organiser un concours pour un hymne national officiel. En 1936, le ministère de l'éducation a reçu plus de 3 000 soumissions, dont une composition de Huáng Zì (zh) (黃自). Le gouvernement a aimé cette composition mais il n'a voulu pas abandonner San Min Chu-i, dont les paroles sont les testaments de Sun Yat-Sen. En conséquence, en 1937, le gouvernement a décidé de maintenir San Min Chu-i comme hymne national, tandis que la composition de Zì Huáng devait être jouée pendant la levée du drapeau national.

## Auteur
L'auteur des paroles de l'Hymne du drapeau national a fait l'objet de controverses. Aujourd'hui, les paroles sont officiellement attribués à Dài Jìtáo (zh) (戴季陶) même si d'autres hypothèses prônent que Liáng Désuǒ (梁得所) soit l'auteur originel de ces paroles.

## Critiques
Récemment, plusieurs propositions ont été déposées afin d'abandonner San Min Chu-i et de désigner l'Hymne du drapeau national de la république de Chine comme l'hymne national officiel. Les proposants argumentent que San Min Chu-i, qui est aussi l'hymne de la Kuomintang, est «trop partisan».

## Usage
L'hymne national de la république de Chine est joué avant la levée du drapeau national. Après celui-ci, l'Hymne du drapeau national est joué pendant la levée du drapeau national. Cette pratique est unique dans le monde.

### Usage international
En novembre 1979 à Nagoya, au Japon, le CIO a adopté une résolution, selon laquelle le Comité olympique de la république de Chine (CORC) est reconnu sous le nom «Comité olympique de Taipei chinois» (COTC) et ses athlètes prendront part aux compétitions sous le nom de «Taïpeï chinois»,. En 1981, un accord est signé à Lausanne, au Suisse, entre le CIO et le COTC. Cet accord a permis au COTC de devenir à nouveau un membre du CIO. En 1983, le COTC a fait un demande d'adopter l'Hymne du drapeau national, au lieu de San Min Chu-i, comme l'hymne représentant les athlètes de la république du Chine. Le CIO a donné au COTC la permission.
Aujourd'hui, l'Hymne du drapeau national est aussi joué pendant d'autres compétitions internationales.